# Johan Roux
Johannes Petrus Roux (Pretoria, 25 de febrero de 1969) es un ex–jugador sudafricano de rugby que se desempeñaba como medio scrum.

## Selección nacional
Fue convocado a los Springboks por primera vez en junio de 1994 para enfrentar al XV de la Rosa y disputó su último partido en agosto de 1996 contra los All Blacks por el Torneo de las Tres Naciones 1996. En total jugó 12 partidos y marcó 10 puntos, producto de dos tries.

### Participaciones en Copas del Mundo
Participó de la Copa Mundial de Sudáfrica 1995 donde se consagró campeón del Mundo. Roux fue suplente de la estrella Joost van der Westhuizen por lo que jugó los restantes partidos de fase de grupos y solo entró desde la banca contra Les Bleus en semifinales.
| Mundial                       | Sede      | Resultado | PJ | Tries |
| ----------------------------- | --------- | --------- | -- | ----- |
| Copa Mundial de Rugby de 1995 | Sudáfrica | Campeón   | 3  | 0     |

## Palmarés
- Campeón de la Currie Cup de 1993 y 1994.